# Полет 3407 на „Колган Еър“
Полет 3407 на „Колган Еър“ е редовен вътрешен пътнически полет от международното летище „Нюарк Либърти“, Нюарк, Ню Джърси, до международното летище „Бъфало Ниагара“, Бъфало, Ню Йорк, Съединените американски щати, управляван от „Колган Еър“. На 12 февруари 2009 г. самолетът „Бомбардие Q400“, който изпълнява полета, се разбива в къща на адрес „Лонг Стрийт“ № 6038 в Кларънс Център, Ню Йорк, на около 8 км от края на пистата. В катастрофата загиват всички 45 пътници и 4 членове на екипажа на борда на машината. Допълнително още един човек е убит в къща.
Националният съвет по безопасност на транспорта провежда разследване на инцидента и публикува окончателен доклад на 2 февруари 2010 г., в който вероятната причина е посочена като неподходяща реакция на пилотите на предупрежденията за срив. Семействата на жертвите лобират пред Конгреса на САЩ да приеме по-строги разпоредби за регионалните превозвачи и да подобри контрола върху оперативни процедури и условията на труд на пилотите. Законът за безопасността на авиокомпаниите и удължаването на срока на действие на Федералната авиационна администрация от 2010 г. изисква някои от тези промени в разпоредбите.
На мястото на катастрофата е създаден мемориал, посветен на загиналите в това бедствие. Той включва озеленена градина. Това остава най-смъртоносната авиационна катастрофа с участието на „Бомбардие Q400“ до катастрофата при полет 211 на „US-Бангла Еърлайнс“ девет години по-късно.